# Rožnov pod Radhoštěm
Rožnov pod Radhoštěm (tysk: Rosenau unter dem Radhoscht) er en by i distriktet Vsetín regionen i Zlín i Tjekkiet med omkring 16.000 indbyggere.

## Geografi
Rožnov pod Radhoštěm ligger omkring 17 km nordøst for Vsetín og 38 km syd for Ostrava. Den ligger i Rožnovská Bečva-flodens dal. Den nordlige del af kommunens område ligger i bjergkæden Märisk-schlesiske Beskider. Den sydlige del med det bebyggede område ligger i Rožnov-furen . Den sydligste spids strækker sig ind i Hostýn-Vsetín-bjergene. Hele territoriet Rožnov pod Radhoštěm ligger i det Beskyttede landskabsområde Beskiderne.
Det højeste punkt i området ligger på bjergsiden af bjerget Velká Polana og er 980 meter over havets overflade. Radhošť-bjerget, hvis navn byen bærer, ligger uden for kommunen område.
Ved sin beliggenhed, beskyttet af de omkringliggende bakker mod nord, har byen et gunstigt klima. De Vestlige Karpaters vinde, der strømmer ind gennem Rožnov-furen, fjerner tågen og giver solrigt vejr i Rožnov pod Radhoštěm det meste af året.

## Historie
Den første skriftlige omtale af Rožnov er fra 1267. Landsbyen blev grundlagt under koloniseringen af Bruno von Schauenburg mellem 1246 og 1267, dog er der mulighed for, at der allerede da var en lille bebyggelse, der så blev udvidet. Slottet på Hradisko-bakken over Rožnov blev først dokumenteret i 1310. I 1411 blev Rožnov først omtalt som en by.
I det 19. århundrede udviklede Rožnov sig økonomisk. Glasfremstilling og vævning blev vigtige erhverv i byen. Rožnov var kendt i hele det habsburgske monarki for at væve linned og musselin. Lokalt broderi vandt også berømmelse. Beboerne ernærede sig dog ellers hovedsagelig af landbrug og dyrehold.
I lang tid bestod byen kun af træbygninger og forvandlede sig langsomt til stenbygninger. I 1796 blev der opdaget en gunstig helbredende virkning af det lokale specifikke klima. En klimatisk spa blev grundlagt i Rožnov i 1820. Kurhistorien sluttede med 2. verdenskrig. 

## Kultur
Rožnov pod Radhoštěm ligger i den kulturelle region Mæhriske Valakiet. En international folklorefestival kaldet Rožnovské slavnosti ("Rožnov-festlighederne") afholdes i byen hvert år.

## Seværdigheder
Allehelgenskirken blev bygget i 1745-1750. Den erstattede en gammel trækirke fra 1500-tallet. 
Rožnov pod Radhoštěm er kendt for Valakiske frilandsmuseum. Det er det største museum af sin art i landet. Forfædrenes liv og folkearkitekturen præsenteres i tre separate områder k. Det er et af de mest besøgte turistmål i Tjekkiet.
På Hradisko-bakken ligger ruinen af Rožnov-slottet. Efter at være blevet forladt og besat af banditter, blev det revet ned i 1538.